# Vogeltjesmarkt (Paramaribo)

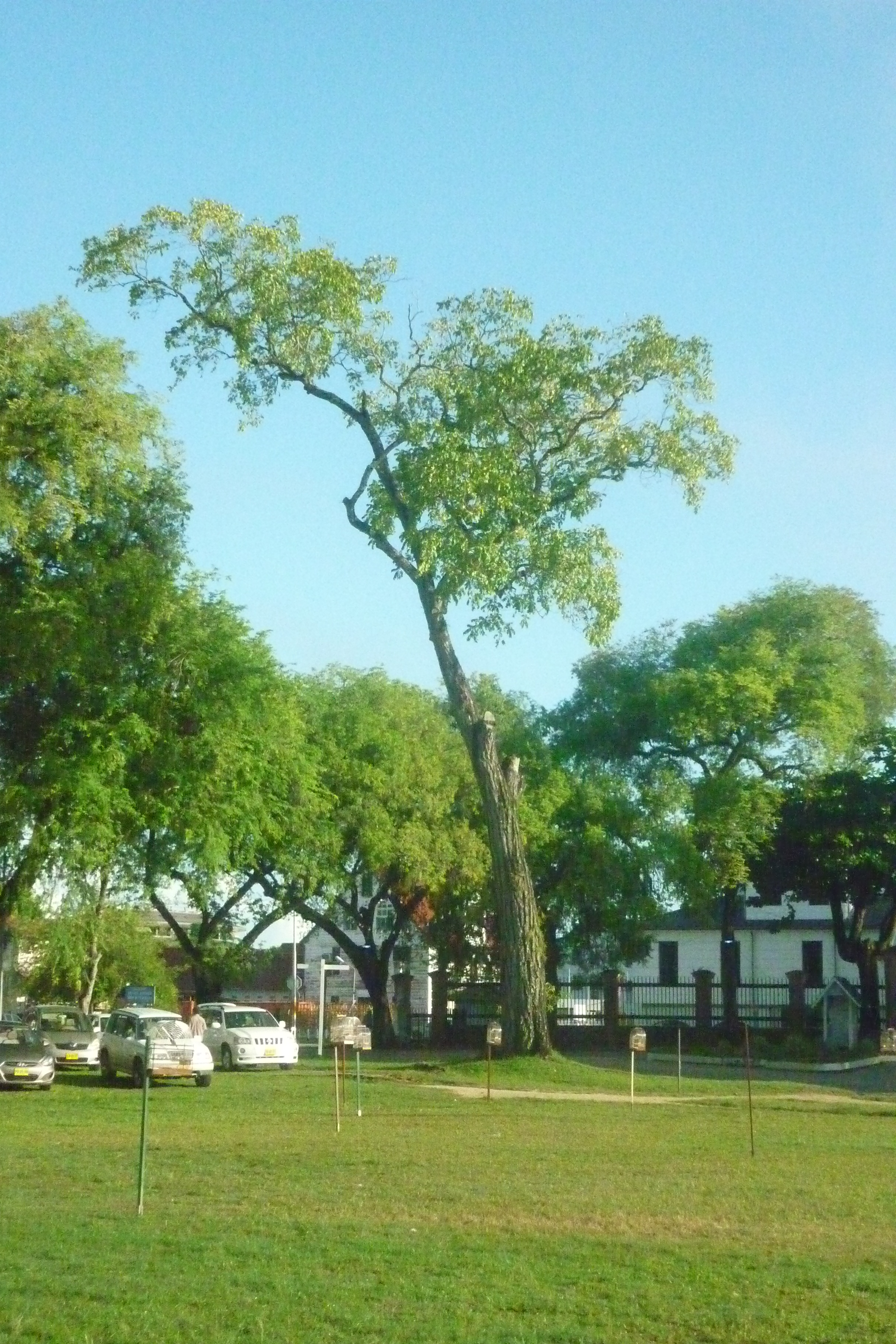
Vogelkooien op het Onafhankelijkheidsplein, 2011

De Vogeltjesmarkt is een zangvogelwedstrijd die iedere zondagochtend wordt gehouden  in Paramaribo. De organisatie was aanvankelijk op het Onafhankelijkheidsplein. Het evenement vindt circa 2020 plaats buiten het centrum.

## Verloop
Elke zondagmorgen rond de zonsopkomst kwamen tientallen mannen samen op het plein met zangvogeltjes in een kooien. Tijdens de wedstrijd namen de vogeltjes het fluitend tegen elkaar opnemen. Een jury bepaalde welke vogel met de meest uiteenlopende toonhoogtes kan fluiten en riep deze uit tot winnaar. Het meedoen aan de wedstrijden werd benaderd als een sport, waar uitgebreide voorbereiding aan vooraf gaat. Ook op andere dagen lopen regelmatig mannen met hun vogelkooien in de stad, om de vogels te laten wennen aan de geluiden van de omgeving.

## Bekende zangvogels
Er zijn verschillende populaire, en soms zeldzame, kooivogels, die bij de zangwedstrijden worden gebruikt. In de lijst is de meest gebruikte naam in Sranantongo gebruikt, met tussen haakjes de Nederlandse naam.
- Twatwa (Dikbekzaadkraker)
- Pikolet (Zwartkopzaadkraker)
- Gelebek (Leigrijs dikbekje)
- Blawbaka rowti (Roodbuikdikbekje)
- Oranka rowti (Oranje dikbekje)